# 南城市立玉城中学校
南城市立玉城中学校（なんじょうしりつ たまぐすくちゅうがっこう）は、沖縄県南城市玉城富里にある公立（市立）の中学校。

## 概要

### 学校教育目標
- 自ら学び自ら考え 心豊かに実践する たくましい生徒
  - 自ら学び自ら考える生徒（知）
  - 心豊かに実践する生徒（徳）
  - たくましい生徒（体）

### 生徒
- 全校生徒 : 383人（13クラス）
  - 1年生 : 120人
  - 2年生 : 146人
  - 3年生 : 117人

## 沿革
- 1948年（昭和23年）4月1日 - 玉城村立玉城中等学校として開校。
- 1952年（昭和27年）4月1日 - 玉城村立玉城中学校に改称。
- 1958年（昭和33年）3月9日 - 創立10周年記念式典を開催。
- 1983年（昭和58年）4月1日 - 沖縄県教育委員会より、「体力づくり推進校」に指定。
- 1991年（平成3年）4月12日 - 文部省・沖縄県教育委員会より「中学校教育課程指定校」の指定を受ける。
- 1999年（平成11年）2月26日 - 創立50周年記念式典を開催。
- 2008年（平成20年）11月9日 - 創立60周年記念式典を開催。

## 通学区域
- 玉城全域

## 著名な出身者
- 知念大成（プロ野球選手）